# Initiative de coopération d'Istanbul
L'Initiative de coopération d'Istanbul (ICI) est un partenariat de coopération lancé au cours du sommet d'Istanbul 2004 entre l'OTAN et quatre pays du golfe Persique.
Au cours de ce sommet, les dirigeants de l'OTAN ont décidé d'élever le Dialogue méditerranéen de l'Alliance à un véritable partenariat et de lancer l'ICI avec des pays sélectionnés dans la région élargie du Moyen-Orient. Cette nouvelle initiative s'ajoute au programme du Partenariat pour la paix de l'OTAN engagé avec différents pays d'Europe et d'Asie occidentale et au Dialogue méditerranéen tourné vers des pays riverains de la mer Méditerranée et tous deux conçus afin de promouvoir la sécurité et la stabilité régionale. L'OTAN considère ces partenariats comme une réponse aux nouveaux défis du XXIe siècle et en complément des décisions du G7 et des États-Unis en matière de politique étrangère afin d'appuyer les efforts de réforme dans la région du Moyen-Orient élargi. 

## Domaines
L'ICI offre une coopération pratique avec les nations intéressées dans le Grand Moyen-Orient afin de :
- Contrer les armes de destruction massive
- Appuyer les démarches dans le contre-terrorisme
- Participer aux exercices de l'OTAN
- Promouvoir l'interopérabilité militaire
- Accompagner ces pays dans la préparation des catastrophes et les planifications civiles d'urgence
- Conseiller les politiques sur les réformes en matière de défense et les relations civilo-militaires
- Coopérer en matière de sécurité aux frontières pour aider à prévenir les trafics illicites de drogues, d'armes et de personnes

## Membres
- Bahreïn
- Qatar
- Koweït
- Émirats arabes unis
- Oman
- Yémen (CDP)

| | |                    |                               |                                                                                   |                                                                                   | | |                                                         |                                                         |                                          |                                          |                                                                                           |                                                                                           |                                                                                           |
| \| \| États membres \| \| Plan d'action pour l'adhésion \| \| Plan d'action individuel de partenariat \| \| Partenariat pour la paix \| \| Dialogue méditerranéen \| \| Initiative de coopération d'Istanbul \| \| Partenariat global \| \| \| Albanie Allemagne Belgique Bulgarie Canada Croatie Danemark Espagne Estonie États-Unis Finlande France Grèce Hongrie Islande Italie Lettonie Lituanie Luxembourg Macédoine du Nord Monténégro Norvège Pays-Bas Pologne Portugal Roumanie Royaume-Uni Slovaquie Slovénie Suède Tchéquie Turquie \| Albanie Allemagne Belgique Bulgarie Canada Croatie Danemark Espagne Estonie États-Unis Finlande France Grèce Hongrie Islande Italie Lettonie Lituanie Luxembourg Macédoine du Nord Monténégro Norvège Pays-Bas Pologne Portugal Roumanie Royaume-Uni Slovaquie Slovénie Suède Tchéquie Turquie \| Bosnie-Herzégovine \| Bosnie-Herzégovine \| Arménie Azerbaïdjan Bosnie-Herzégovine Géorgie Kazakhstan Moldavie Serbie Ukraine \| Arménie Azerbaïdjan Bosnie-Herzégovine Géorgie Kazakhstan Moldavie Serbie Ukraine \| Arménie Autriche Azerbaïdjan Biélorussie Bosnie-Herzégovine Géorgie Irlande Kazakhstan Kirghizistan Malte Moldavie Ouzbékistan Suisse Tadjikistan Turkménistan Ukraine \| Arménie Autriche Azerbaïdjan Biélorussie Bosnie-Herzégovine Géorgie Irlande Kazakhstan Kirghizistan Malte Moldavie Ouzbékistan Suisse Tadjikistan Turkménistan Ukraine \| Algérie Égypte Israël Jordanie Mauritanie Maroc Tunisie \| Algérie Égypte Israël Jordanie Mauritanie Maroc Tunisie \| Bahreïn Émirats arabes unis Koweït Qatar \| Bahreïn Émirats arabes unis Koweït Qatar \| Afghanistan Australie Colombie Corée du Sud Irak Japon Mongolie Nouvelle-Zélande Pakistan \| Afghanistan Australie Colombie Corée du Sud Irak Japon Mongolie Nouvelle-Zélande Pakistan \| Afghanistan Australie Colombie Corée du Sud Irak Japon Mongolie Nouvelle-Zélande Pakistan \| | |                    |                               |                                                                                   |                                                                                   | | |                                                         |                                                         |                                          |                                          |                                                                                           |                                                                                           |                                                                                           |
| | États membres |                    | Plan d'action pour l'adhésion |                                                                                   | Plan d'action individuel de partenariat                                           | | Partenariat pour la paix |                                                         | Dialogue méditerranéen                                  |                                          | Initiative de coopération d'Istanbul     |                                                                                           | Partenariat global                                                                        |                                                                                           |
| Albanie Allemagne Belgique Bulgarie Canada Croatie Danemark Espagne Estonie États-Unis Finlande France Grèce Hongrie Islande Italie Lettonie Lituanie Luxembourg Macédoine du Nord Monténégro Norvège Pays-Bas Pologne Portugal Roumanie Royaume-Uni Slovaquie Slovénie Suède Tchéquie Turquie | Albanie Allemagne Belgique Bulgarie Canada Croatie Danemark Espagne Estonie États-Unis Finlande France Grèce Hongrie Islande Italie Lettonie Lituanie Luxembourg Macédoine du Nord Monténégro Norvège Pays-Bas Pologne Portugal Roumanie Royaume-Uni Slovaquie Slovénie Suède Tchéquie Turquie | Bosnie-Herzégovine | Bosnie-Herzégovine            | Arménie Azerbaïdjan Bosnie-Herzégovine Géorgie Kazakhstan Moldavie Serbie Ukraine | Arménie Azerbaïdjan Bosnie-Herzégovine Géorgie Kazakhstan Moldavie Serbie Ukraine | Arménie Autriche Azerbaïdjan Biélorussie Bosnie-Herzégovine Géorgie Irlande Kazakhstan Kirghizistan Malte Moldavie Ouzbékistan Suisse Tadjikistan Turkménistan Ukraine | Arménie Autriche Azerbaïdjan Biélorussie Bosnie-Herzégovine Géorgie Irlande Kazakhstan Kirghizistan Malte Moldavie Ouzbékistan Suisse Tadjikistan Turkménistan Ukraine | Algérie Égypte Israël Jordanie Mauritanie Maroc Tunisie | Algérie Égypte Israël Jordanie Mauritanie Maroc Tunisie | Bahreïn Émirats arabes unis Koweït Qatar | Bahreïn Émirats arabes unis Koweït Qatar | Afghanistan Australie Colombie Corée du Sud Irak Japon Mongolie Nouvelle-Zélande Pakistan | Afghanistan Australie Colombie Corée du Sud Irak Japon Mongolie Nouvelle-Zélande Pakistan | Afghanistan Australie Colombie Corée du Sud Irak Japon Mongolie Nouvelle-Zélande Pakistan |